# La Péreuse
La Péreuse est une localité de Launois-sur-Vence et une ancienne commune française, située dans le département des Ardennes en région Grand Est.
Elle est rattachée à la commune de Launois-sur-Vence en 1829.

## Histoire
La Statistique  des élections de Reims, Rethel et Sainte-Ménehould dressée en 1657 par le sieur Terruel en vue du projet de cadastre général de la généralité de Chalons, ensuite du projet du maréchal de Fabert indique : 
« La Pereuse, à l'abbaye de Saint Remy. — Autrefois 14 hab. — Terr. lab. 39 arp. stér., le triple en vain. — Près 60 au seigneur. — Aisances, vendues pour payer les contributions de l'ennemi. — Pas de charrues — Mén. 5 et une veuve, n'ont pour tout vaillant que leurs maisons. — Payent au Hainaut avec Launoy. — Ont onze maisons brûlées ; il n'en reste que trois. — Taille 52 livres — (en 1657) 70 l. »
Louis-Urbain Le Fèvre de Caumartin, d'après la dénombrement de 1735, indique :
« Les maisons de la Peruse, Beauregard et Epargnemail  : 14 feux. »
Chambre des Pairs, dans sa séance du samedi 4 avril 1829, constate:
« La commune de la Péreuse, située à l'extrémité de l'arrondissement de Rethel, ne possédait ni église, ni cimetière. Une population de 154 habitans, un territoire trop exigu de 146 hectares et 22 francs de revenu, insuffisans pour les dépenses les plus indispensables d'une administration particulière, nécessitent sa réunion à une autre commune. […]. Le conseil municipal de la commune de la Péreuse a demandé unanimement sa réunion à celle de Launois, dont le conseil municipal a exprimé le même désir. » 
Elle est alors absorbée, avec la commune de Pierrepont, par fusion, dans la commune de Launois-sur-Vence.

## Administration
| Période                                  | Période | Identité | Étiquette | Qualité |
| ---------------------------------------- | ------- | -------- | --------- | ------- |
| Les données manquantes sont à compléter. |         |          |           |         |
|                                          |         |          |           |         |

## Démographie
| 1793 | 1800 | 1806 | 1821 |
| ---- | ---- | ---- | ---- |
| 87   | 118  | 145  | 154  |

Histogramme

(élaboration graphique par Wikipédia)